# Wallburg Hornfels
Die Wallburg Hornfels, auch Burg Hornfels genannt, war zunächst eine Höhensiedlungen der jüngsten Urnenfelderzeit. Im Frühmittelalter wurde auf dem Gelände eine Wallburg errichtet. Die Reste befinden sich auf dem 350 m ü. NN hohen „Hornfelsen“ nordwestlich des Ortsteils Grenzach der Gemeinde Grenzach-Wyhlen im Landkreis Lörrach in Baden-Württemberg.

## Lage
Der Hornfelsen im Ortsteil Grenzach der Gemeinde Grenzach-Wyhlen liegt nur etwa 200 Meter von der Grenze zwischen Deutschland und der Schweiz. Die zum Kanton Basel-Stadt gehörige Gemeinde Riehen ist hier der direkte Nachbar. Der Hornfelsen ist der südwestliche Ausläufer des Dinkelberges und reichte vor der teilweisen Zerstörung durch Steinbrüche bis auf etwa 150 Meter an den Hochrhein, wodurch von hier die Engstelle des Tales vor dem Basler Rheinknie kontrolliert werden konnte.
Unterhalb des heutigen Hornfelsens – auf der durch Steinbrüche abgesenkten Fläche – befindet sich heute der südwestlichste Weinberg Deutschlands. Neben dem Fernwanderweg Markgräfler Wiiwegli (Markgräfler Weinweg) führt auch die Dreizehnte Etappe: Degerfelden – Basel des Schwarzwaldwestwegs (Variante B – Östliche Strecke) über den Hornfelsen.
Die Wallanlage liegt im Naturschutzgebiet Buchswald bei Grenzach und etwa 100 Meter südwestlich der Wallanlage liegt das Landschaftsschutzgebiet Grenzacher Horn.

## Geschichte
Bereits 1903/1904 wurde etwa 2 Kilometer östlich des Hornfelsens eine Gruppe von acht Grabhügeln gefunden, die aufgrund der zahlreichen Fundstücke eindeutig der späteren Hallstattzeit (um 500 v. Chr.) werden konnten.
1937 wurde auf der Niederterrasse südlich des Hornfelsens ein urgeschichtliches Flachgrab und 1939 wurden am westlichen Abhang zwei Skelettgräber gefunden, die der Hallstattzeit zugeordnet wurden. In dem durch die Wallanlage geschützten Bereich wurden eine Reihe von Scherben aus der Hallstattzeit gefunden.
Erst in der Folge dieser Funde fand auch die deutlich sichtbare Wallanlage auf dem Hornfelsen Beachtung. Der Erdwall schützte den Bergsporn auf dem Hornfelsen, der gemäß einer topographischen Aufnahme im Jahr 1980 noch eine Fläche von 1,1 Hektar einnimmt. Bis dahin hatte man die Fläche größer eingeschätzt und angenommen, dass durch Steinbruchbetriebe über die Jahrhunderte etwa ein Drittel bis die Hälfte der ursprünglich vom Wall geschützten Nutzfläche verloren ging. Nach der Vermessung von 1980 schätzte man die ursprüngliche Fläche nurmehr auf 1,2 bis 1,5 Hektar ein.
Die Erforschung der Frühgeschichte im unmittelbaren Umfeld von Basel war auch ein Anliegen der Schweizer Seite. Die Professoren Rudolf Laur-Belart und Gerold Walser waren treibende Kräfte bei den Bemühungen um die weitere Erforschung des Hornfelsens. Sie und Rudolf Fellmann organisierten in den Nachkriegsjahren neben Lebensmittel- und Kleidungsspenden auch Schweizer Studenten, die bei den Arbeiten mitwirkten.
Die Grabungen wurden auf deutscher Seite vom Amt für Ur- und Frühgeschichte des damaligen Bundeslandes Baden (Südbaden) und dem Institut für Ur- und Frühgeschichte der Universität Freiburg getragen. Die Leitung lag bei Wolfgang Kimmig, der wissenschaftlich von Wolfgang Dehn und Elisabeth Schmid unterstützt wurde. Organisatorische Unterstützung erhielt er vom Landesarchäologen August Eckerle und von Friedrich Kuhn dem Bezirkspfleger für Ur- und Frühgeschichte im Landkreis Lörrach.
Die Grabungen in den Jahren 1947 und 1949 führten zum Ergebnis, dass die Reste der Anlage aus zwei Bauphasen stammen. Eine erste urgeschichtliche Anlage wurde im Frühmittelalter mit einer stärkeren Wallanlage überbaut.

### Erste Anlage um 900 v.Chr.
Zur Datierung der Anlage kann mangels schriftlicher Überlieferung nur auf die spärlichen Fundstücke und auf einen Vergleich mit ähnlichen Anlagen zurückgegriffen werden. Zunächst wurde aufgrund der Grabungen die Entstehung der ersten Anlage in die Hallstattzeit datiert.
Später wurde auch eine Vordatierung der Wallanlage in die jüngste Urnenfelderzeit vorgenommen.
Die Datierung in die Hallstattzeit beruht auf der Untersuchung von Scherben am Fuß der im Wall stehenden Trockenmauer. 1981 berichtete Erhard Richter aufgrund noch unveröffentlichter Untersuchungen eine Umdatierung auf die Urnenfelderzeit. 1993 wurde die Anlage auf dem Hornfelsen sowohl bei der Urnenfelderzeit, als auch bei der Hallstattzeit zugeordnet und 2009 wurde die Anlage dann ohne weitere Spezifikation der Hallstattzeit zugeschrieben. Da sich die jüngste Urnenfelderzeit mit der Hallstattzeit A/B überschneidet, ergibt sich aus der Literatur ein verwirrendes Bild.
Es kann aber aufgrund der jüngeren Literatur angenommen werden, dass die erste Befestigung auf dem Hornfelsen in der späten Urnenfelderzeit = Hallstattzeit A/B etwa um 900 v. Chr. erstellt wurde und die Interpretation Hallstattzeit C/D (um 600 v. Chr.) überholt ist.
Der äußerste Ausläufer des Bergsporns wurde durch eine mindestens 2 Meter breite Trockenmauer aus Muschelkalk— und Dolomitplatten gegen das Hinterland im Osten abgeschnitten. Die Mauer wurde beim Bau der zweiten Anlage mit einem Erdwall überbaut. Bei den Grabungen wurden die noch etwa 1 Meter hohen Reste gefunden, wobei man feststellen konnte, dass das Oberteil der Mauer vollkommen fehlte. Es wird angenommen, dass die Steine abgeräumt und für andere Zwecke verwendet wurden. Die Mauer wurde auf einem Fundament errichtet das beidseitig durch eine Erdanschüttung (Mauerschuh) gehalten wurde. Ob die Mauer – wie bei der Heuneburg – auch ein hölzernes Rahmenwerk hatte, konnte nicht geklärt werden. Spuren eines erwarteten der Mauer vorgelagerten Grabens konnten nicht gefunden werden.
Am nördlichen Ende der Wallanlage zeigt das Gelände eine Terrassenkante. Unterhalb hiervon wurden Bruchsteintrümmer gefunden, weshalb vermutet wird, dass sich auf der Terrassenkante ebenfalls eine Mauer befand.

### Zweite Anlage um 900 n.Chr.
Die Reste der jüngeren Erdwallanlage erstrecken sich in Süd-Nord-Richtung und sind etwa 75 Meter lang und bis zu 17 Meter breit. Nach 75 Metern geht der Wall im Norden in eine künstlich übersteilte Terrassenkante über. Die zweite Anlage wurde nach dem Grabungsbefund in großer Eile erstellt, wobei zunächst 11 Meter vor der alten Hallstattmauer ein vier Meter tiefer Sohlgraben ausgehoben wurde. Der Aushub wurde auf der Westseite des Grabens aufgeschüttet und dann der Raum zwischen dieser Aufschüttung und der weiter westlich liegenden Hallstattmauer mit Schutt zu einem (von der Innenseite) vier Meter hohen Erdwall aufgefüllt. Die Mauer wurde auf beiden Seiten durch eine Lehmschüttung abgestützt. Durch die Höhe des Querwalls und die Tiefe des Grabens ergab sich ein Hindernis von insgesamt acht Metern Höhe. Der Wall steigt aus dem Graben mit einem Winkel von 40 Grad steil an und fällt auf der Innenseite (Westen) flacher mit 23 Grad ab. Ein Tor konnte nicht gefunden werden und im Norden ist der Wall wahrscheinlich nie fertig geworden. Der Zugang zum geschützten Innenraum befand sich am Südende des Walles. Weder vor dem Wall noch auf der Wallkrone konnten Spuren einer Palisade festgestellt werden. 10 Meter östlich des Walles wurde ein (heute) flacher Vorgraben festgestellt der 20 Meter lang und etwa 2 Meter breit ist.
Die grobe Datierung des Erdwalls erfolgte aufgrund von Baumerkmalen und Vergleichen mit anderen derartigen Anlagen, was zur Annahme eines Baus im 8. bis 10. Jahrhundert, d. h. im Frühmittelalter führte. Weder für die genauere Datierung noch für den Anlass des Baues gibt es eindeutige Aussagen.
Eine Hypothese ist, dass die Bürger von Basel wegen der Bedrohung durch die Ungarneinfälle (895 bis 955 n. Chr.) eilends auf dem Hornfelsen einen Ungarnwall errichteten. Eine andere Hypothese geht davon aus, dass es den Erbauern nur um die Kontrolle der Hochrheinstraße ging.

### Spätere Nutzung des Geländes
Der durch die Wallanlage geschützte Geländesporn wurde durch Steinbrüche von drei Seiten stark abgebaut. Vom Hornfelsen stammen große Teile des Baumaterials für Basel und insbesondere für die Festung Hüningen. Neben Bausteinen wurde aus dem Kalkstein auch Gips gewonnen. Durch diesen Abbau ging etwa ein Drittel bis die Hälfte der ursprünglich vom Wall geschützten Nutzfläche verloren.
In der Nähe des Hornfelsens stießen im Mittelalter die Hoheitsgebiete der Stadt Basel, Vorderösterreichs, der Markgrafschaft Hachberg-Sausenberg und des Fürstbistums Basel (damals noch im Besitz von Riehen) zusammen. Um das Kräftegleichgewicht nicht zu stören, galt für den Hornfelsen eine Bausperre für Burgen.
Das Gelände der alten Wallburg diente offenbar später auch den Arbeitern der Steinbrüche für Unterkünfte. Darauf deuten Funde von modernen Ziegelbrocken und Stücke glasierter Ofenkacheln hin, die in das 18. oder 19. Jahrhundert datiert werden.